# 南今庄駅
南今庄駅（みなみいまじょうえき）は、福井県南条郡南越前町南今庄にある、ハピラインふくいハピラインふくい線の駅である。

## 概要
北陸本線近代化計画により敦賀駅 - 今庄駅間を北陸トンネル掘削により短絡することになったが、路線変更のためかつての杉津駅経由路線の沿線住民との折衝は慎重に行われた。新保駅・杉津駅は代替駅の建設が地形的に不可能であったが、大桐駅の代替駅としては旧駅より2km今庄寄りになるものの北陸トンネルの出口に設定することになり新線開通に合わせ開業した。ただし、代替バスは今庄 - 大桐間である。
最初、地元住民は当時の地名「帰」（かえる）に因んだ「帰山」（かえるやま）または「加比留山」（かひるやま）を駅名にと望んだが、結局は現駅名に落ち着き、当駅開業の翌年1963年に、当駅の所在する大字も「帰」から「南今庄」に改められた。

## 歴史
- 1962年（昭和37年）6月10日：北陸本線の敦賀駅 - 今庄駅間新線切り替え時に、新線上に無人駅として開業（旅客駅）[1][2][3]。
- 1987年（昭和62年）4月1日：国鉄分割民営化により、西日本旅客鉄道（JR西日本）の駅となる[6]。
- 2018年（平成30年）9月15日：ICカード「ICOCA」の利用が可能となる[7][8][9][10][11][12]。
- 2022年（令和4年） 
  - 8月5日：集中豪雨のため駅周辺の鹿蒜川が氾濫、不通となる[13]。
  - 8月8日：不通となった武生駅 - 敦賀駅間で福井県が乗車無料の災害時緊急シャトルバス[14]を（同月10日まで）運行するが、南今庄駅には立ち寄らない経路で運行[15]。
- 2024年（令和6年）3月16日：北陸新幹線の金沢駅 - 敦賀駅間開業に伴い、ハピラインふくいの駅となる[16][17][18]。

## 駅構造

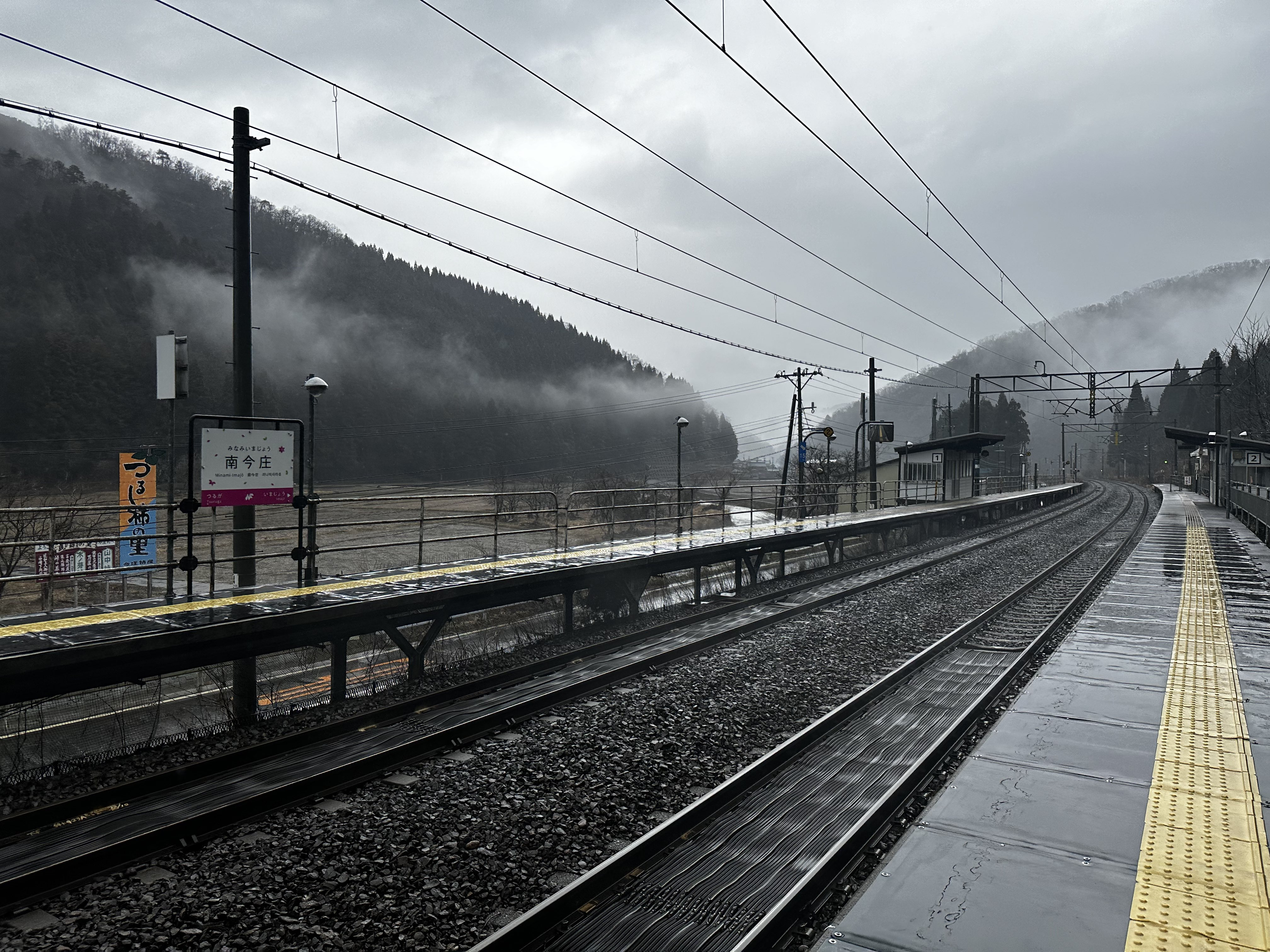
ホーム（2024年3月撮影）

相対式ホーム2面2線を持つ山の斜面を利して築堤を構築し作られた高架駅である。
北陸新幹線敦賀延伸までは、JR西日本金沢支社の福井地域鉄道部管理の無人駅で、駅舎はなくホームとホーム中ほどにある待合所が設置されている。
駅構内には自動券売機は設置されていないが、ICカード専用の簡易改札機のみ設置されている。
ホームは嵩上げされていない。分岐器や絶対信号機を持たないため、停留所に分類される。出入口は下りホーム敦賀寄りにあり、互いのホームは構内踏切で結ばれている。

### のりば
| のりば | 路線                | 方向 | 行先           |
| ------ | ------------------- | ---- | -------------- |
| 1      | ■ハピラインふくい線 | 下り | 福井・金沢方面 |
| 2      | ■ハピラインふくい線 | 上り | 敦賀方面       |

## 利用状況
「福井県統計年鑑」によると、2022年（令和4年）度の1日平均乗車人員は9人である。
近年の1日平均乗車人員は以下の通り。
| 年度   | 1日平均 乗車人員 |
| ------ | ---------------- |
| 1997年 | 46               |
| 1998年 | 46               |
| 1999年 | 43               |
| 2000年 | 47               |
| 2001年 | 40               |
| 2002年 | 36               |
| 2003年 | 36               |
| 2004年 | 34               |
| 2005年 | 33               |
| 2006年 | 28               |
| 2007年 | 23               |
| 2008年 | 23               |
| 2009年 | 18               |
| 2010年 | 20               |
| 2011年 | 18               |
| 2012年 | 19               |
| 2013年 | 18               |
| 2014年 | 18               |
| 2015年 | 16               |
| 2016年 | 13               |
| 2017年 | 13               |
| 2018年 | 13               |
| 2019年 | 13               |
| 2020年 | 10               |
| 2021年 | 9                |
| 2022年 | 9                |

## 駅周辺
北陸トンネルを出てすぐの場所にあり、駅付近は福井県道207号線と並行する（※この県道に関する付記は後述）。ホームそばには「北陸トンネル出口300M」と書いた看板が設置されている。かつては駅裏側に小さなスキー場があったが、現在は営業していない。
- 南今庄休憩所 - 駅前にあり、待合室とトイレが設置されている。パークアンドライド用の駐車場を兼ねる[3]。
- 鹿蒜一里塚跡
- 福井県道207号今庄杉津線
- 鹿蒜川

今庄住民利用バス大桐線「JR南今庄駅」バス停留所は2023年（令和5年）5月31日をもって運行を終了し、廃止されている。

## その他
- 下りホーム脇の福井県道207号今庄杉津線は杉津廻りだったころの北陸本線の線路跡となっている[3]。ただし、新旧分岐点はここではなく、今庄駅手前の207号線踏切付近である（県道は廃線上に建てられた建物につきあたるところで東側に折れ北陸本線を踏切で跨ぐが、県道をそのまま北陸本線まで伸ばした地点が分岐点）。

- 隣の敦賀駅とは北陸トンネルを挟んで16.6km離れているが、これはハピラインふくい線内では最長の駅間距離であり、JR西日本時代においては同社の在来線で最も駅間距離が長い区間であった[23]。2024年3月現在では山陽本線の上郡駅-三石駅間（12.8km）が最長。

## 隣の駅
ハピラインふくい
■ハピラインふくい線
■快速
通過
■普通
敦賀駅 - 南今庄駅 - 今庄駅